# ¡¡Cachún cachún ra-ra!! (Una loca, loca, preparatoria)
¡¡Cachún cachún ra-ra!! (Una loca, loca, preparatoria), também conhecido como Estos locos, locos estudiantes (Cachún, cachún ra ra) é um filme de comédia mexicano lançado em 1984 e baseado na série Cachún cachún ra ra!.

## Elenco
- Alma Delfina ... Baby
- Alfredo Alegría ... Lenguardo
- Lupita Sandoval ... Nelly Alpuche / Petunia
- Rodolfo Rodríguez ... Calixto
- Fernando Arau ... Severino Urrutia / Chicho
- Ariane Pellicer ... Nina
- Martha Zavaleta ... Professora Bonilla / Godzilla
- Alicia Encinas ... Miss Evergreen
- José Magaña ... Professor Villafuerte
- Lili Garza ... Lili
- Rosita Pelayo ... Rossy
- Roberto Huicochea ... Huicho Huicochea